# Elias David Häusser

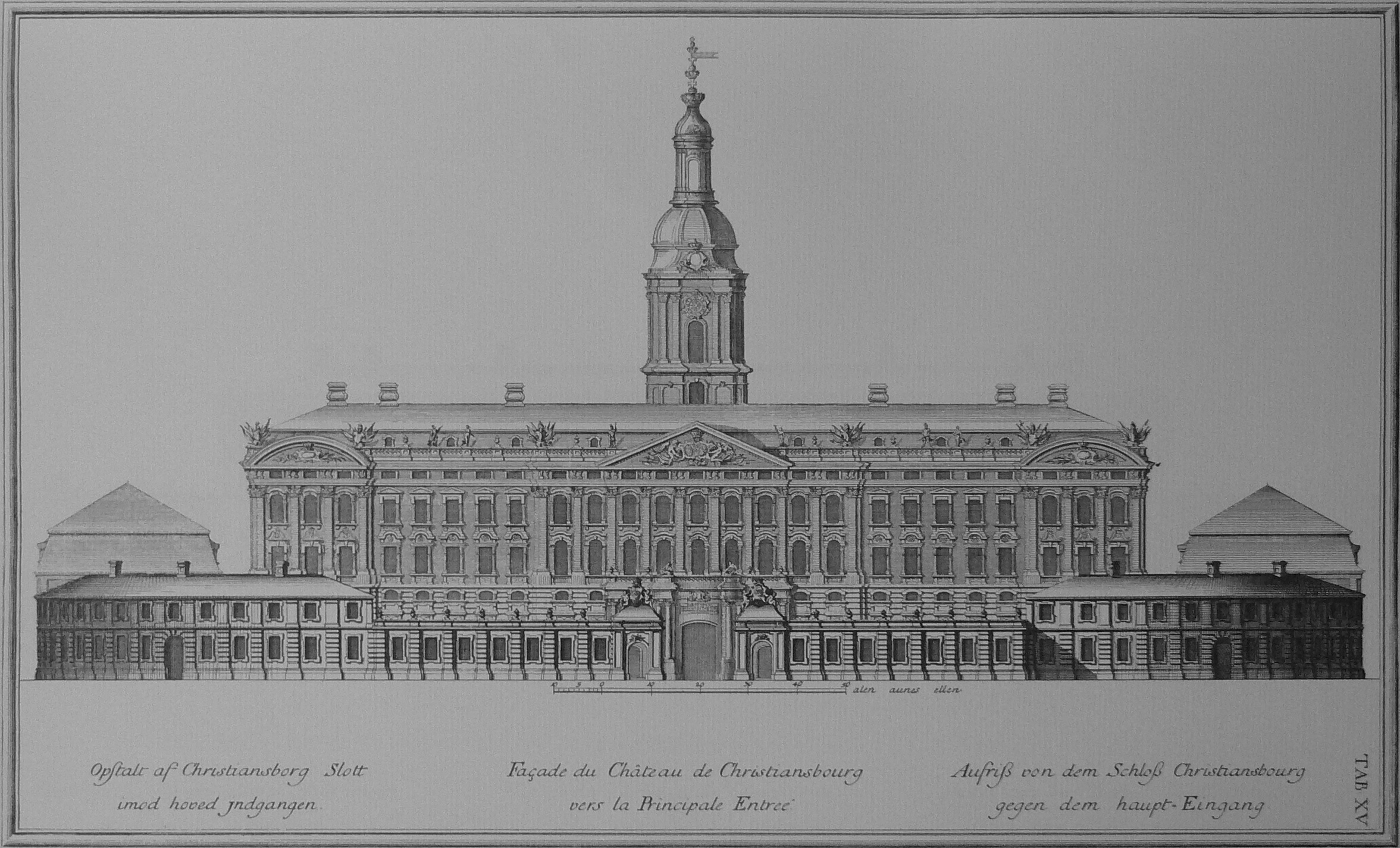
Christiansborgs slott sett från ridbanan.

Elias David Häusser, född 25 juni 1687 i Erfurt, död 16 mars 1745 i Nyborg, var en dansk arkitekt av tysk börd.

## Biografi
Häusser utbildades i sin ungdom inom militär arkitektur. Han verkade en tid vid hertigen av Sachsen-Gothas hov, där han undervisade dennes bröder i matematik och militärarkitektur. För att få praktisk användning för sin utbildning gick han in i den polsk-sachsiska militären där han avancerade till löjtnant.
År 1711 kom han i dansk militärtjänst och i egenskap av generalbyggmästare var han ansvarig för flera projekt i Köpenhamn, bland annat centralgardet på Kongens Nytorv, Kommendantgården och fängelset på Kastellet.
Under åren 1735–1742 ledde Häusser återuppbyggandet av Christiansborgs slott i sydtysk senbarock stil, på platsen för det gamla Köpenhamns slott, som rivits 1731. Han lämnade arbetet 1742, innan projektet var slutfört, för att tillträda en tjänst som befälhavare i Nyborg på den danska ön Fyn.

## Byggnadsprojekt

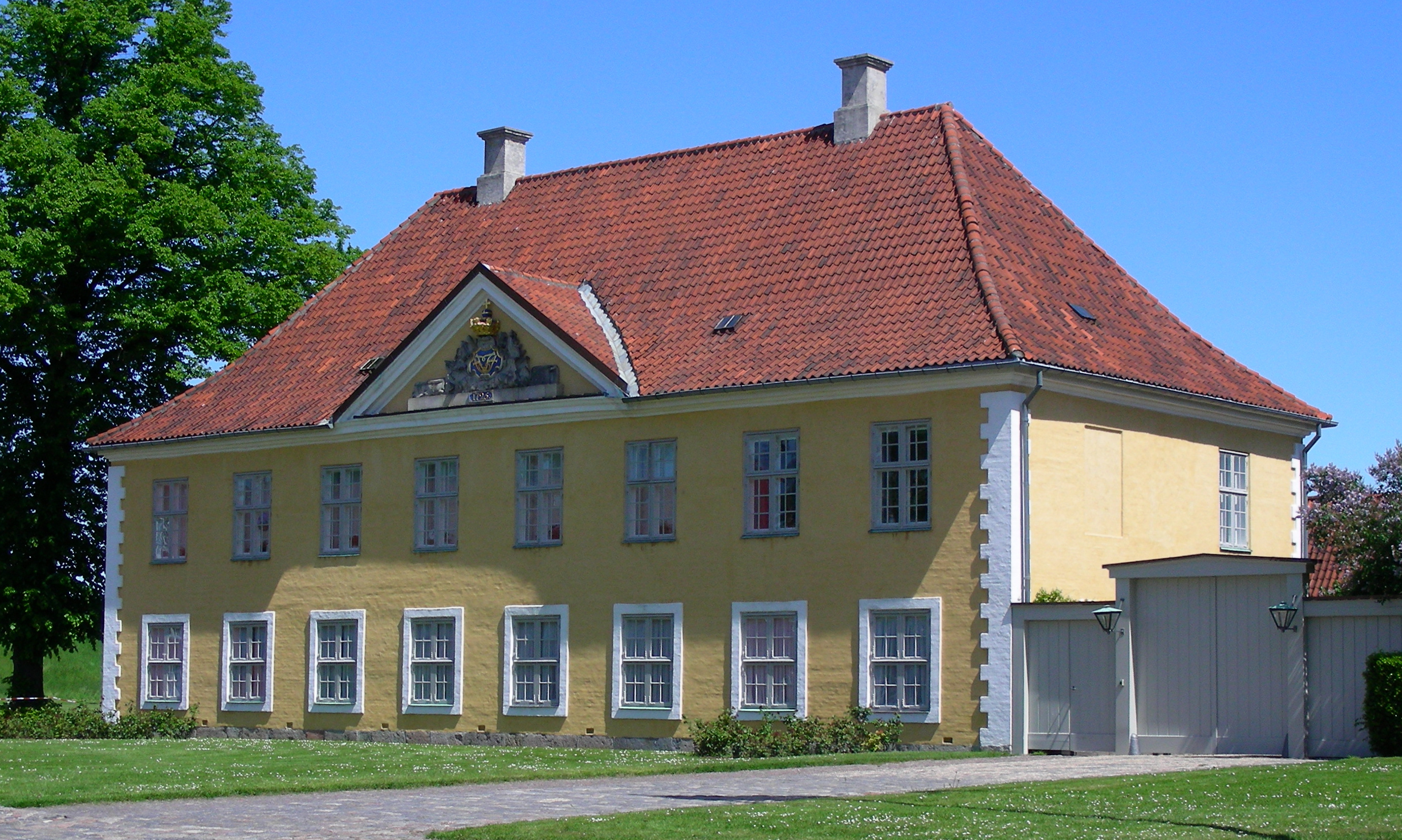
Kommendantgården.

I ett urval av Häussers byggnadsprojekt kan nämnas
- Köpenhamns Stockhus, fängelse på Kastellet (1722, rivet 1929),
- Centralgardet på Kongens Nytorv (1724, nedbrunnet 1875),
- Kommendantgården på Kastellet (1725),
- Fängelse på Kastellet,
- Christiansborgs slott (1733 – 45, delvis nedbrunnet 1794),
- Det Harboeska Enkefrueklostret i Köpenhamn (1741)